# A.S.D. Quarto
Associazione Sportiva Dilettante Quarto là một câu lạc bộ bóng đá Ý đến từ Quarto, Campania. Câu lạc bộ được thành lập vào năm 1986 và màu sắc chính thức của họ là trắng và xanh.

## Thăng hạng đến Serie D
Gần đây Quarto đã đạt được sự thăng hạng bằng cách giành chiến thắng trong trận play-off Eccellenza 2006-07, nghĩa là mùa giải tới, câu lạc bộ sẽ thi đấu ở cấp độ Serie D lần đầu tiên trong lịch sử của họ. Diego Sinagra còn được gọi là Diego Maradona Jr. là một phần của đội hình đạt được sự thăng hạng.

## Danh hiệu
- Eccellenza Campania
  - Thăng hạng: 2006-07
- Promozione Campania
  - Vô địch: 2004-05